# Fechtweltmeisterschaften 2008
Die Fechtweltmeisterschaft 2008 fand vom 18. bis 20. April 2008 in der chinesischen Hauptstadt Peking statt. Der Internationale Fechtverband und das Organisationskomitee der Olympischen Sommerspiele 2008 (BOCOG) verständigten sich auf eine Durchführung der Wettbewerbe vier Monate vor Beginn der Spiele. Die Veranstaltung soll als Test der olympischen Wettkampfstätten dienen.
China war zum ersten Mal Gastgeber der Fechtweltmeisterschaften. Auf dem Programm standen lediglich die beiden Mannschaftswettbewerbe im Herrenflorett und im Damendegen, die nicht Teil des olympischen Programms sind.

## Herren

### Florett, Mannschaft
| Platz | Land        | Sportler                                                         |
| ----- | ----------- | ---------------------------------------------------------------- |
| 1     | Italien     | Andrea Baldini, Andrea Cassarà Stefano Barrera, Salvatore Sanzo  |
| 2     | Deutschland | Peter Joppich, Benjamin Kleibrink Dominik Behr, Richard Breutner |
| 3     | Polen       | Michał Majewski, Radosław Glonek Marcin Zawada, Sławomir Mocek   |

## Damen

### Degen, Mannschaft
| Platz | Land                | Sportlerinnen                                                               |
| ----- | ------------------- | --------------------------------------------------------------------------- |
| 1     | Frankreich          | Laura Flessel-Colovic, Hajnalka Király-Picot Maureen Nisima, Sarah Daninthe |
| 2     | Volksrepublik China | Li Na, Luo Xiaojuan Zhang Li, Zhong Weiping                                 |
| 3     | Deutschland         | Imke Duplitzer, Britta Heidemann Marijana Marković, Monika Sozanska         |